# Allium ursinum
Allium ursinum din încrengătura Regnul Plantae, în familia Amaryllidaceae și de genul Allium, înrudită cu usturoiul, ceapa și arpagicul, denumit în popor între altele leurdă, usturoiul sălbatic sau usturoiul ursului, este o plantă erbacee, perenă. Este adesea folosită în alimentație, având un gust similar cu cel al usturoiului.

## Istoric

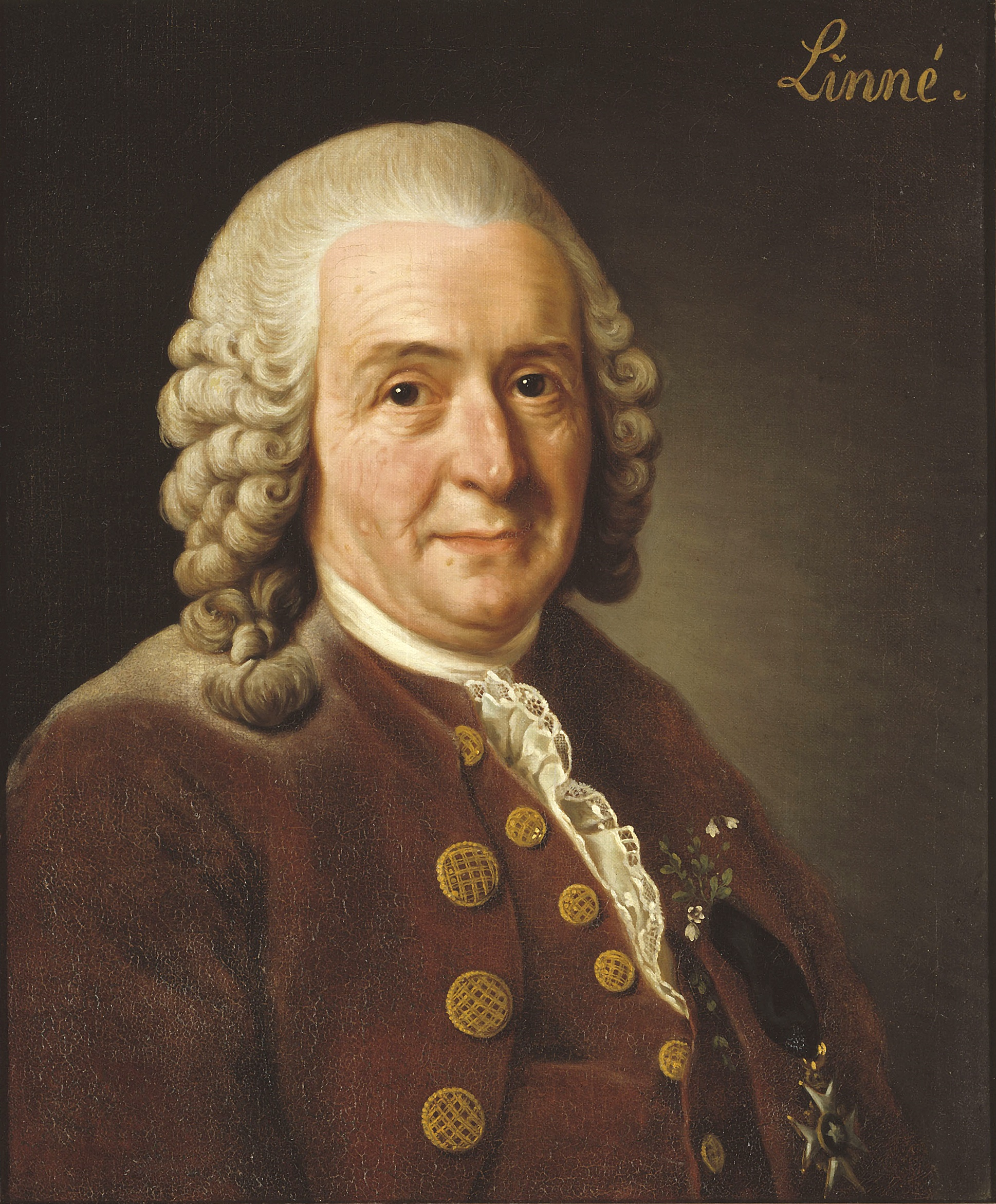
Carl von Linné

Primele dovezi privind utilizarea umană a usturoiului sălbatic se întoarce până la perioada mezolitică (epoca de mijloc a pietrei) care este susținută de descoperirile arheologice din Danemarca și dovezi ale unei așezări neolitice (ultima perioadă a epocii de piatră) în Elveția.
O ipoteză discutată este că Allium ursinum a fi fost una dintre cele mai cunoscute specii nordice ale acestui gen pentru grecii antici.
Planta care conține de patru ori mai mulți compuși de sulf decât usturoiul, a fost folosită chiar în Primul și Al Doilea Război Mondial pentru dezinfectarea rănilor.
Specia a fost determinată de faimosul savant suedez Carl von Linné în volumul I al marii sale opere Species Plantarum din 1753. Au mai fost propuse multe alte denumiri care însă nu s-au impus niciodată cu excepția de Allium latifolium, descrisă de botanistul și politicianul francez Jean-Emmanuel Gilibert (1741–1814) în suplementul din 1795 pentru opera sa Exercitia phytologica quibus omnes plantae europeae din 1792.
Numele generic se trage din cuvântul latin (latină allium=usturoi), iar epitetul specific din cuvântul latin (latină ursinus=al ursului, referitor la urși, carne de urs),  Probabil leurda a fost numită după urși pentru că ursul brun îl consuma cu plăcere după perioada de hibernare, pentru a prinde putere sau poate pentru că, la fel ca și ursul după hibernare, simbolizează trezirea la viață, odată cu venirea primăverii. Triburile germanice credeau că această plantă ar fi sursa puterii și a fertilității urșilor.

## Descriere

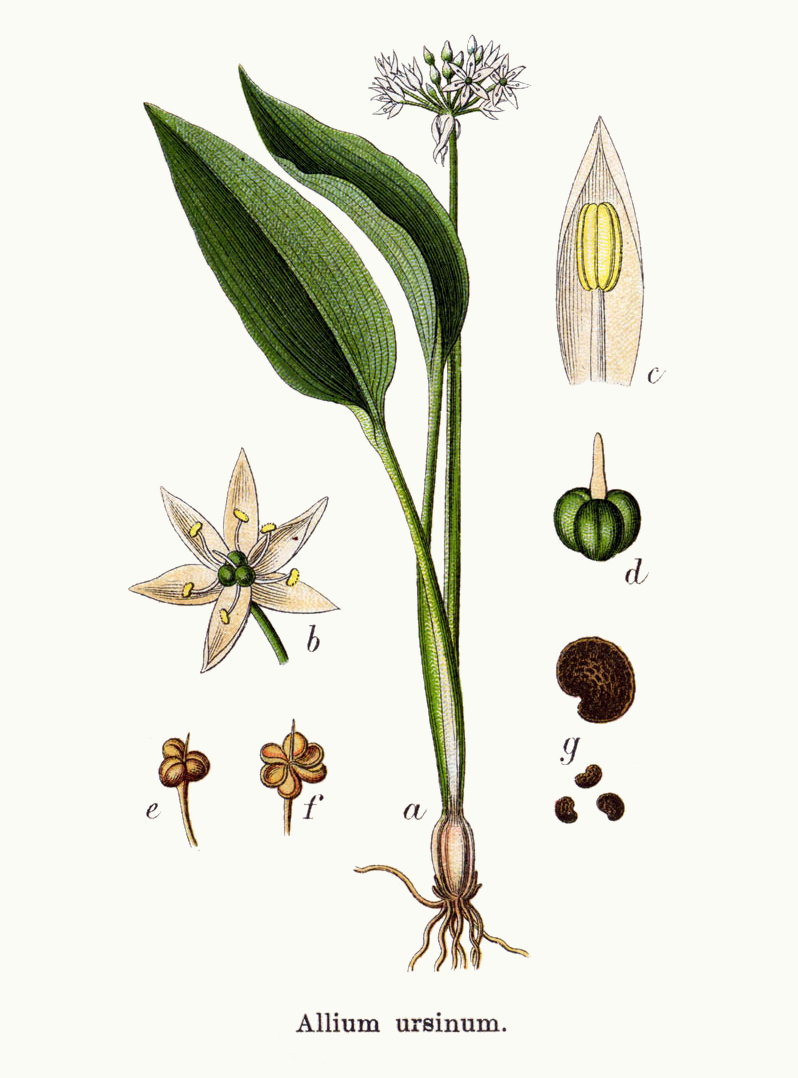
Jacob Sturm: Allium ursinum

### Caracteristici vegetative
Leurda este o plantă erbacee perenă și socială care formează uneori colonii mari în lăstăriș răcoros sau de-a lungul pâraielor. Atinge o înălțime de aproximativ 20-30 (50) cm. Este un germinator rece, așa că semințele trebuie să treacă anterior unei perioade de îngheț înainte de a germina. În ciuda perioadei lungi de germinare de doi ani, usturoiul sălbatic se înmulțește rapid prin intermediul bulbilor săi și formează astfel aglomerații mari în câțiva ani. Bulbul foarte zvelt, alungit, se formează din apropierea celor două frunze, având 2 până la 4, rareori până la 6 cm lungime. Este învelit de coji transparente, albicioase sau gălbuie care ulterior se reduc la câțiva peri. Bulbii laterali se formează doar sporadic sau sunt complet absenți. Pedunculul inflorescenței vertical, compact, este triunghiular până la aproape rotund și înfrunzit doar la bază. Preponderent două, rareori una sau trei frunze bazale au o tulpină lungă de 5-20 mm care se lărgește brusc în limburi plate, eliptic-lanceolate și lung pețiolate, de 2-5 cm lățime. Partea superioară a frunzei este strălucitoare și verde mai închis, partea inferioară fiind mată. Atunci când frunzișul său este ușor mototolit, emană un miros puternic, caracteristic de usturoi.

### Caracteristici generative
Frunzele plantei apar din februarie până în martie, iar florile din aprilie până în mai (iunie). Inflorescența este închisă de o teacă alungită, ovată, cu doi sau trei lobi, care este la fel de lungă sau mai lungă decât tulpina florii și cade curând. Florile parfumate, puține până la mai mult de douăzeci stau într-o pseudo-umbelă plată, cepele de clocire lipsesc întotdeauna. Pedunculii florali drepți au o lungime de până la 2 centimetri. Florile hermafrodite triple au o simetrie radială. Perigonul alb pur este format din șase bractee liniar-lanceolate, lungi de 8 până la 10 mm, care pot fi ascuțite sau tocite și stau în poziție verticală. Staminele în formă de sulă au aproximativ jumătate din lungimea bracteelor și sunt cicatrizate la bază. Stilul se termină într-un stigmat simplu. Tulpinile fructelor sunt ușor umflate direct sub perigon, ovarul este triplu canelat adânc. Capsulele conțin doar puține semințe. Numărul cromozomilor este 2n=14.

### Recapitulare
- Frunzele: sunt bazilare, convexe, cu o singură venă principală, lung pețiolate, de 20 cm lungime, eliptic lanceolate, late de 5-7 cm, de culoare verde-închis pe fața superioară și verde-deschis pe fața inferioară. Partea superioară este strălucitoare, partea  inferioară este mată. Nervația este paralelă, mai proeminentă pe dedesubt. Emană un miros puternic de usturoi. Se recoltează frunzele fragede, tinere, în lunile martie și aprilie, înainte de înflorire, deoarece aroma lor începe să scadă, și ulterior dezvoltă un gust amar pe măsura ce planta începe să înflorească.
- Florile: mici, albuie, hexapartite cu un pedicel scurt sunt grupate în umbele de 15-20 flori, mici, albe, înfloresc în lunile aprilie-mai care sunt comestibile fiind consumate crude ca și frunzele, find hermafrodite - au organe masculine cât și feminine. Sunt polenizate de albine și alte insecte.
- Bulbii: asigură supraviețuirea plantei de la un an la altul. La fiecare bulb se dezvoltă o singură frunză bazală care este îngustă, alungită, comestibilă, colectati în lunile septembrie și octombrie, fiind consumate crude sau gătite, adesea folosite ca înlocuitori de capere (Capparis spinosa). Coloritul este verde.[3][11][12]
- Fructul: este o capsulă mică cu semințe negre.

## Imagini în legătură cu leurda

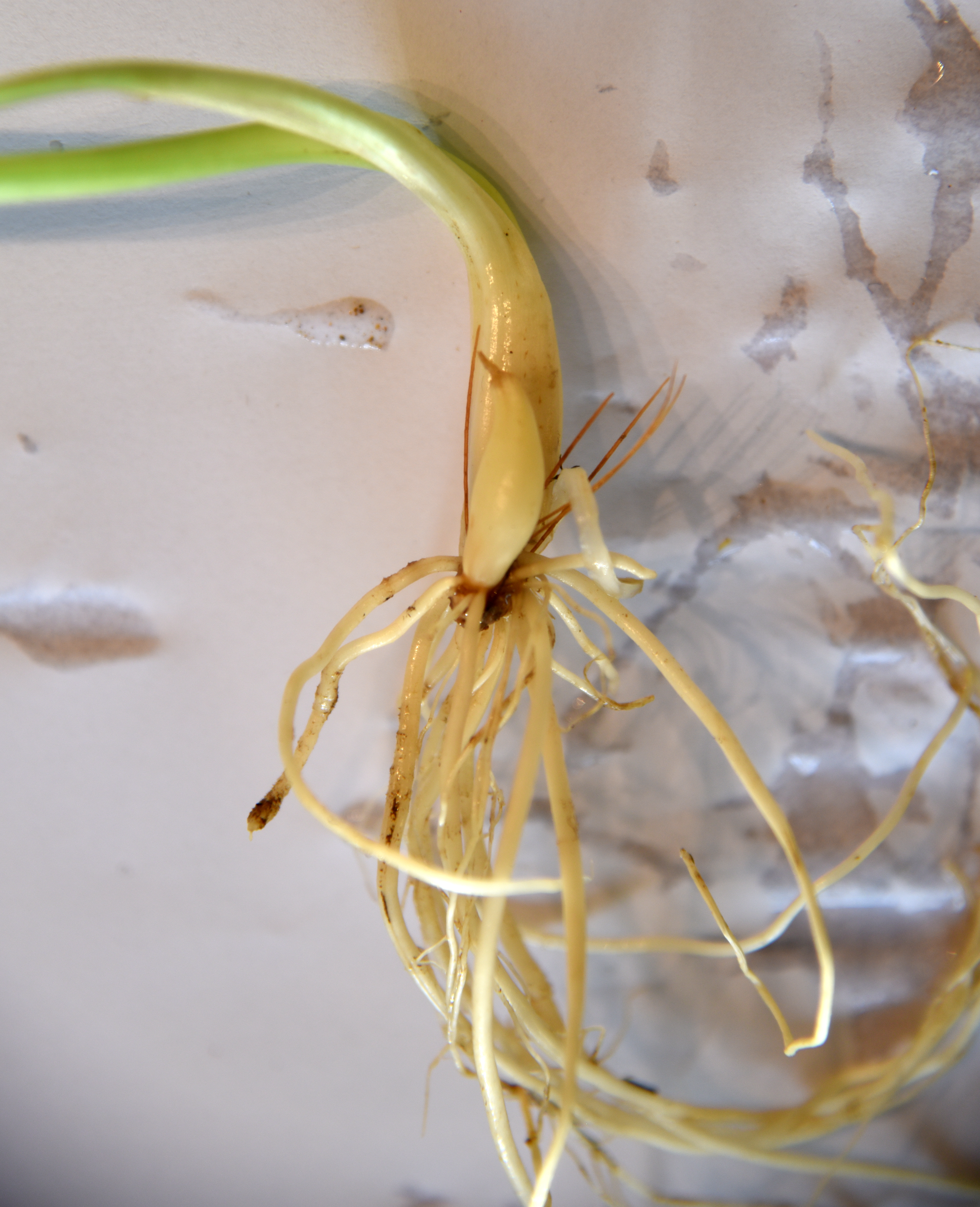
A. ursinum, bulb și rădăcini
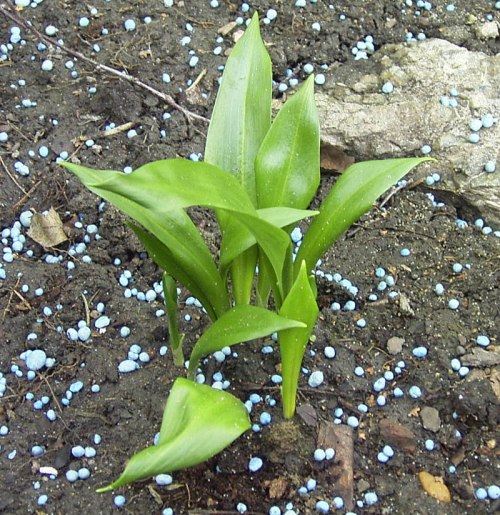
A. ursinum, frunze
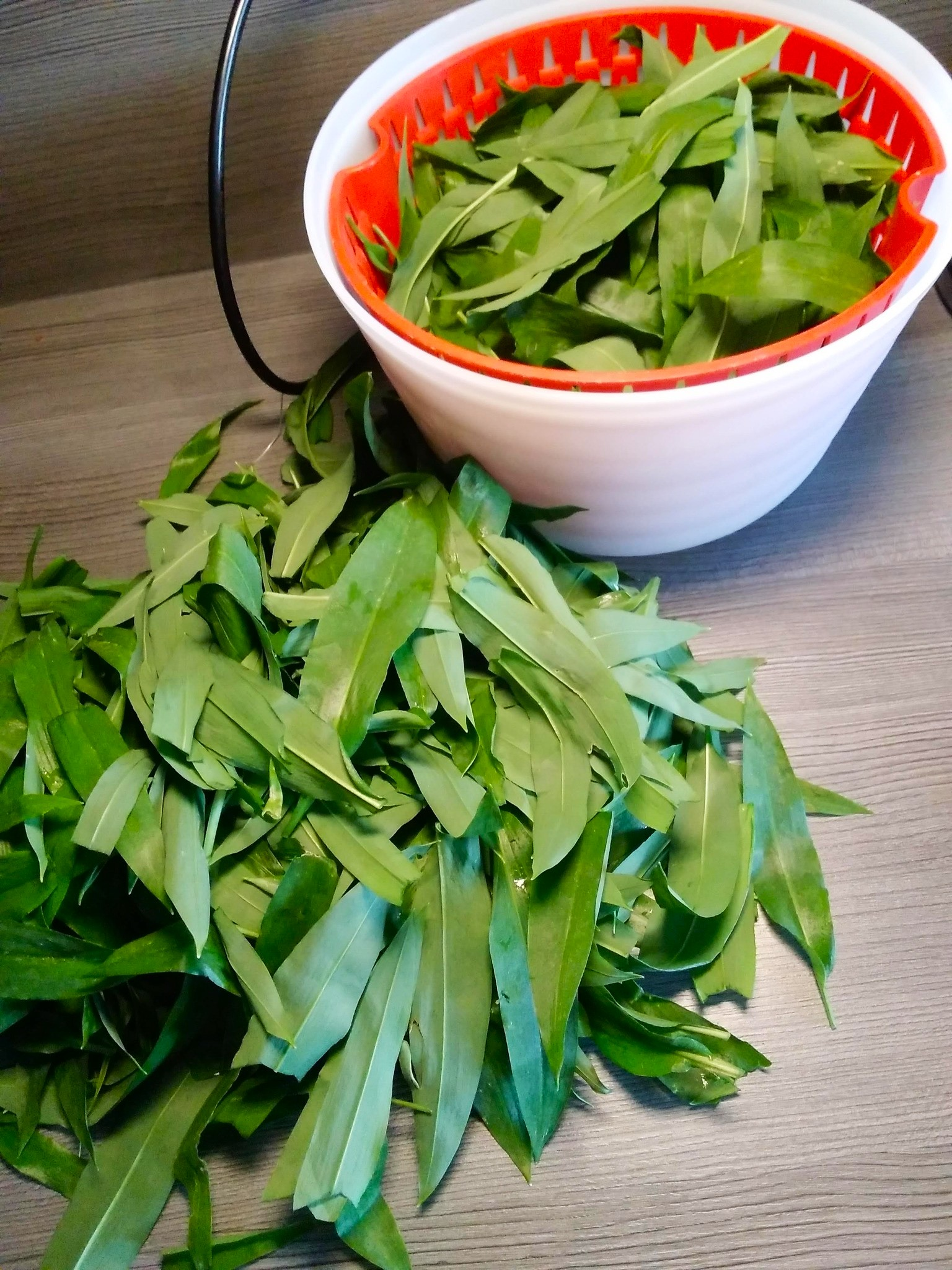
A. ursinum, frunze 2
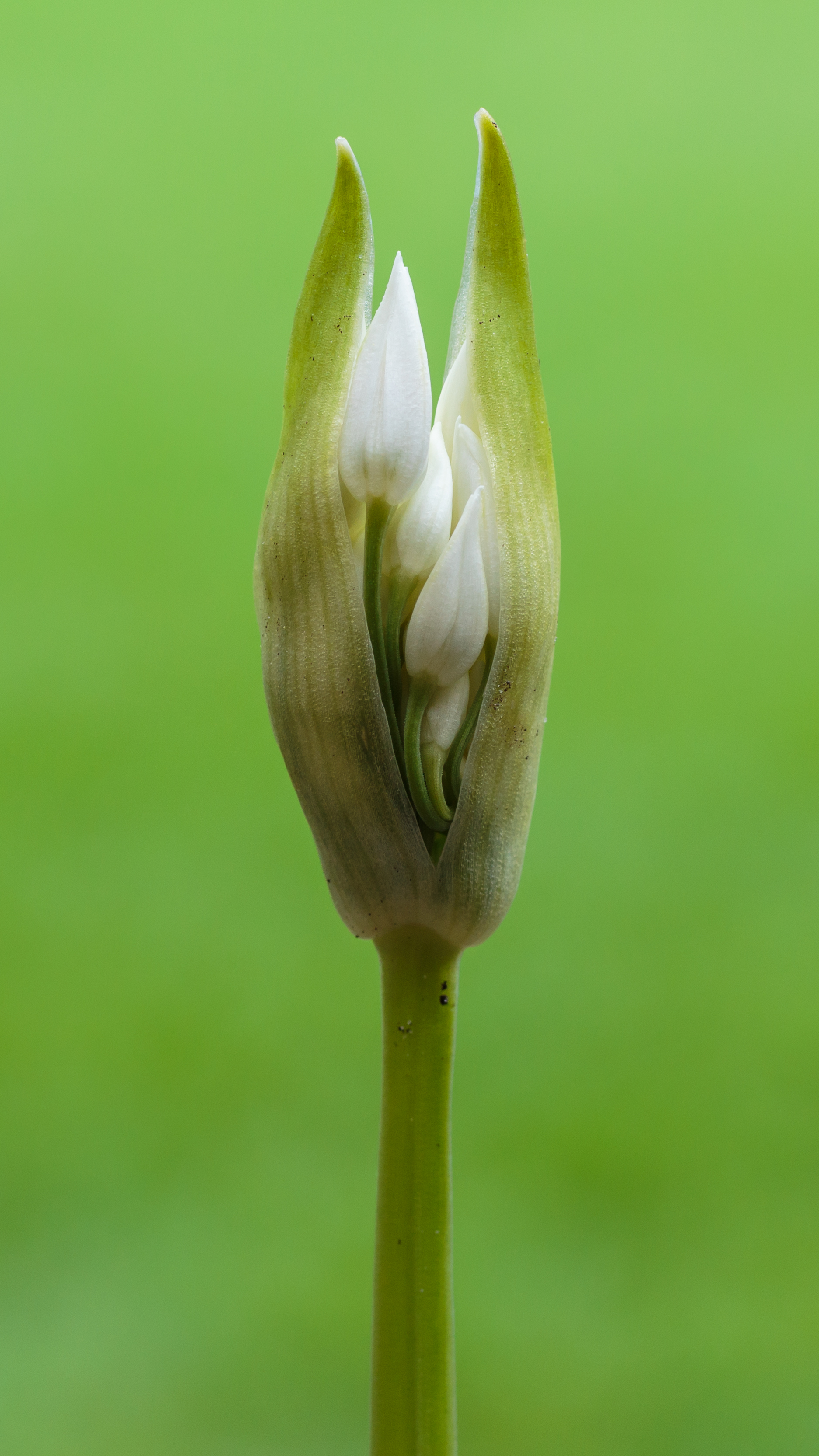
A. ursinum, înflorire 1
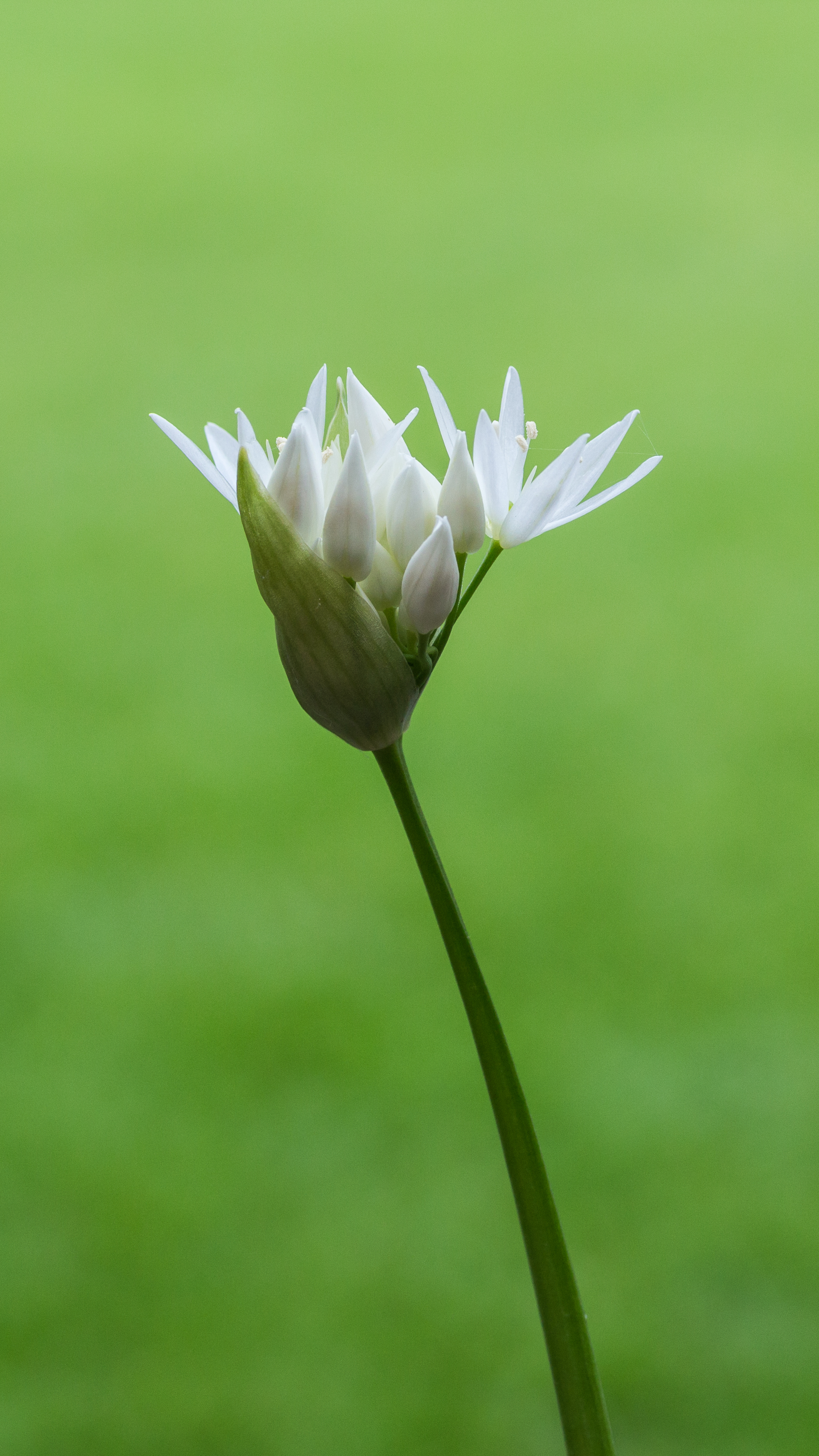
A. ursinum, înflorire 2

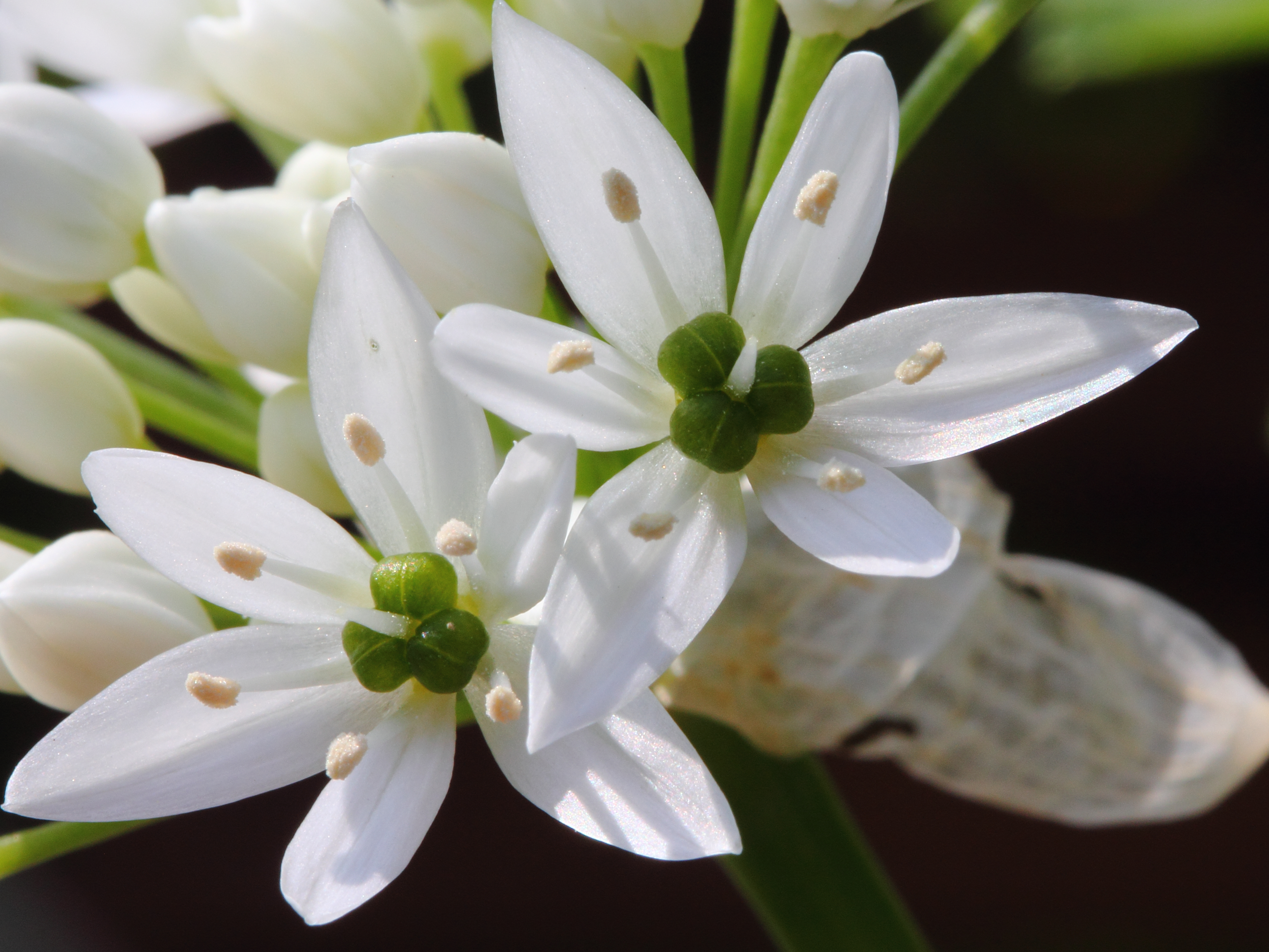
A. ursinum, flori cu simetrie radială
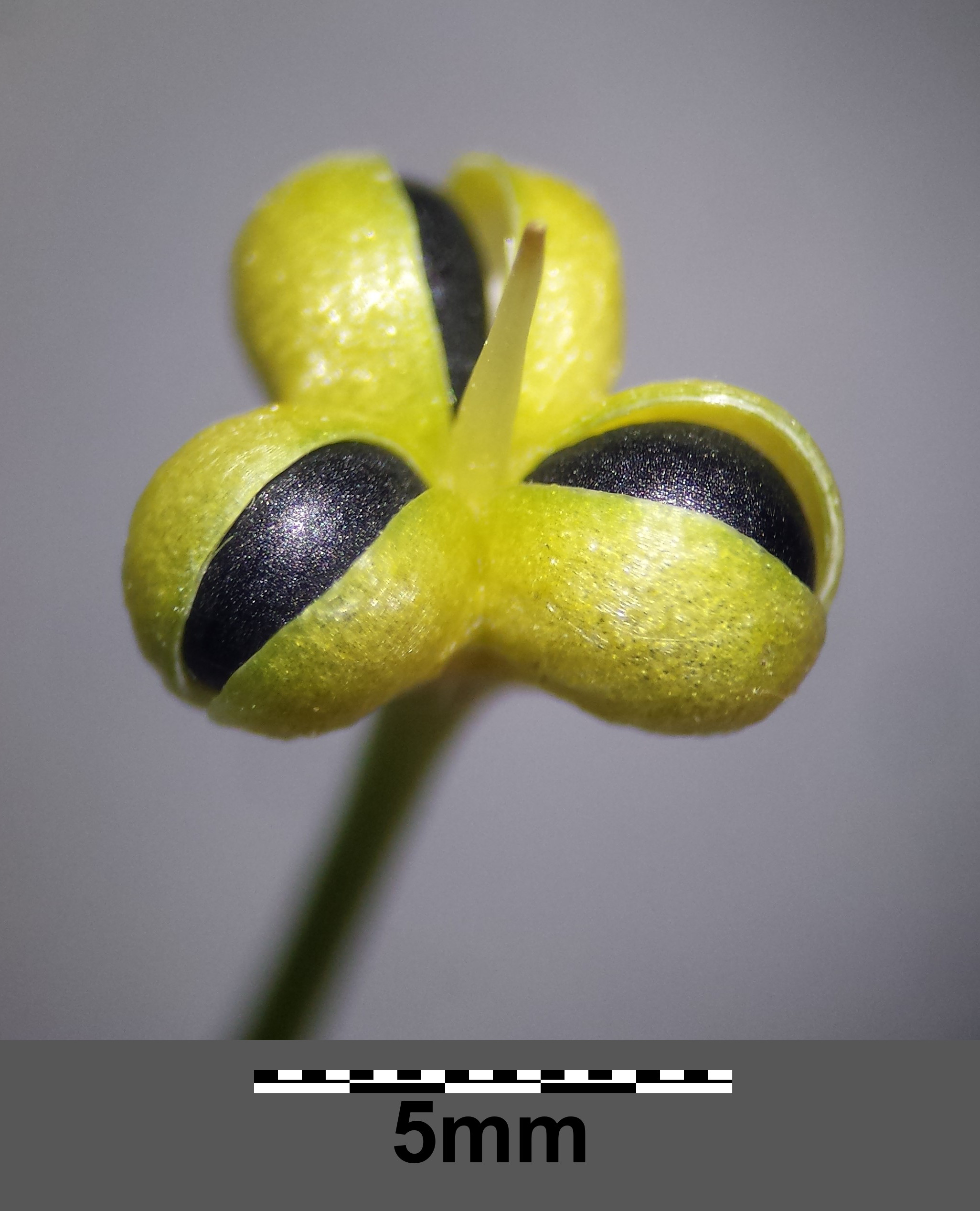
A. ursinum, fruct cu semințe
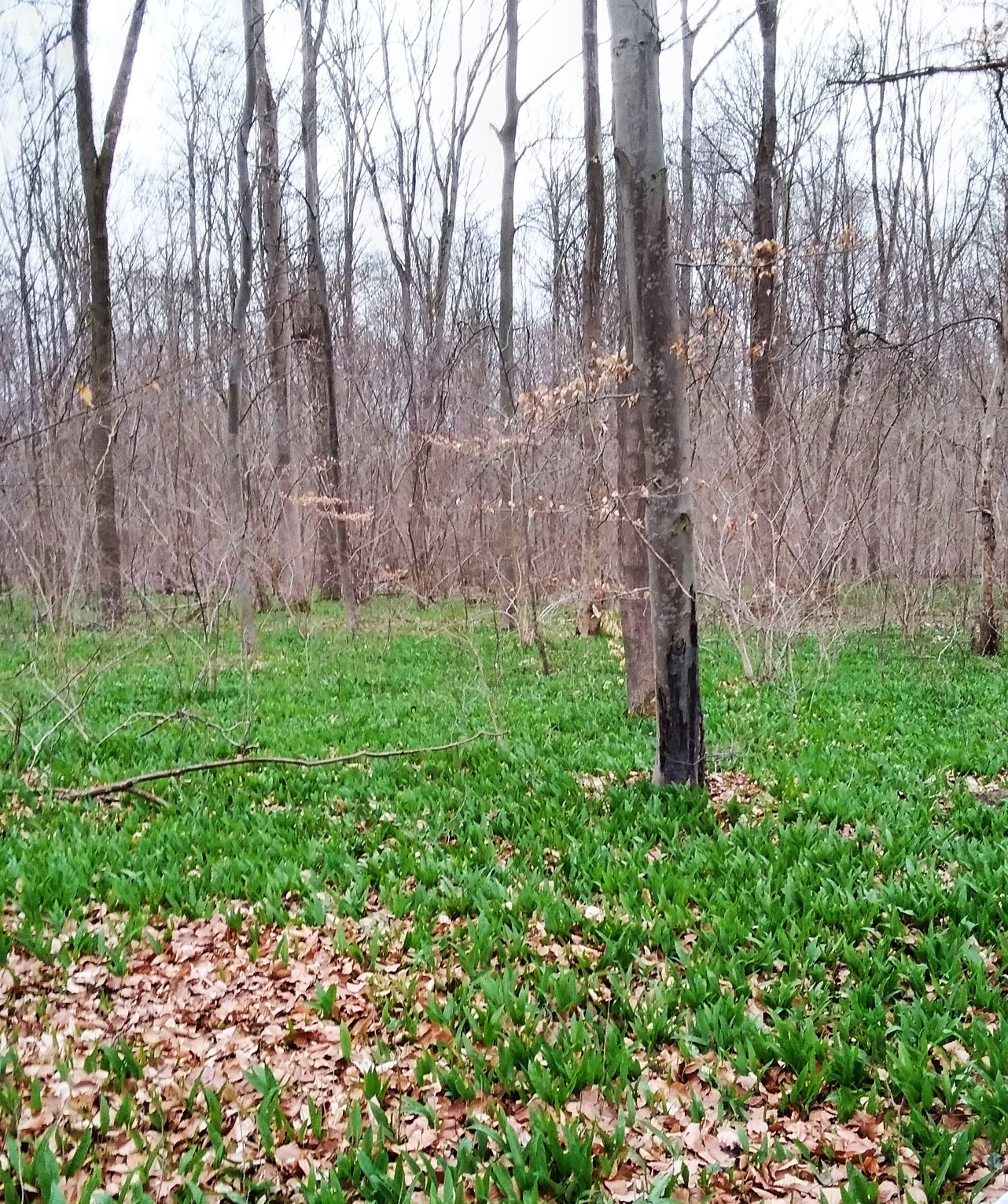
A. ursinum în martie
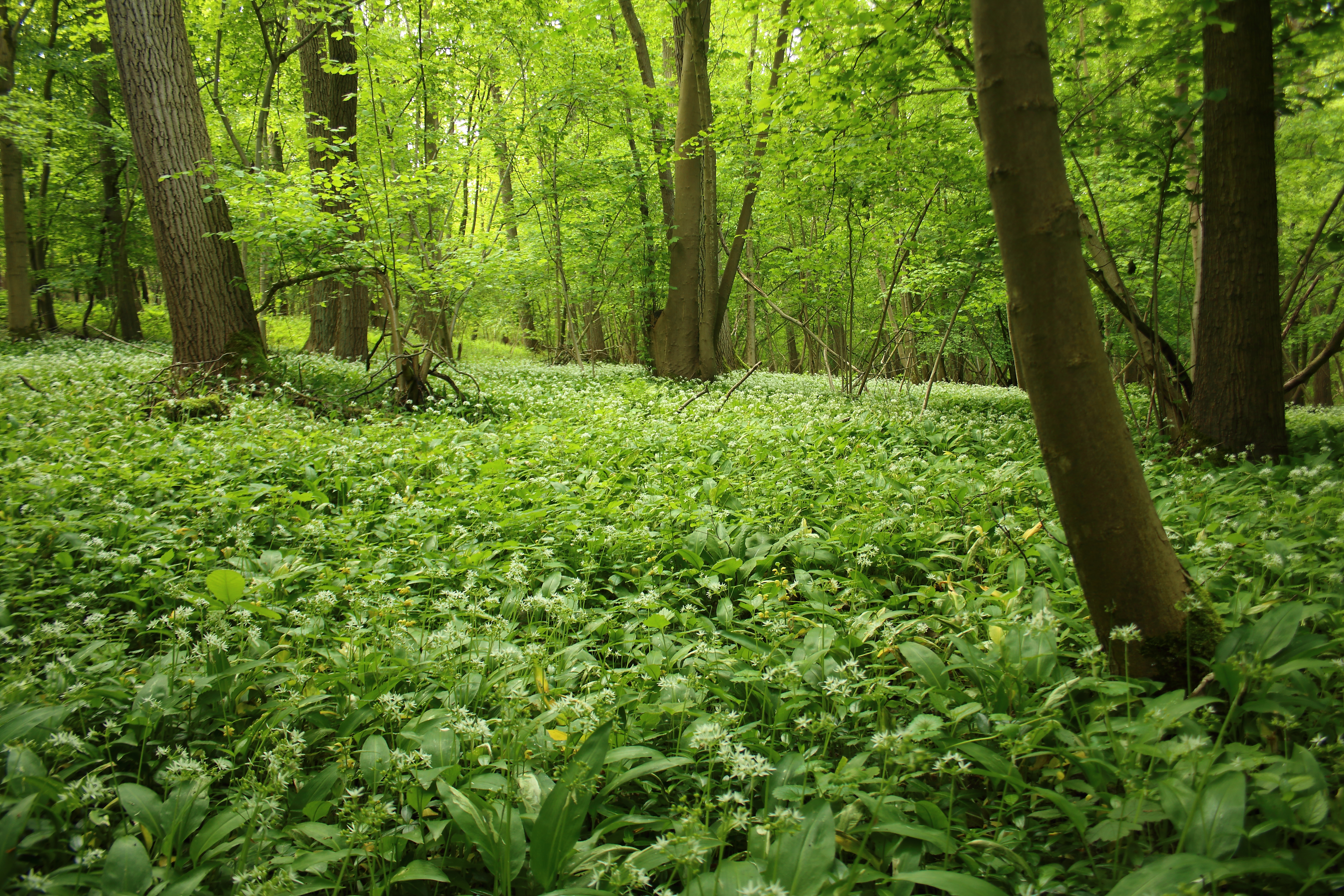
A. ursinum în mase
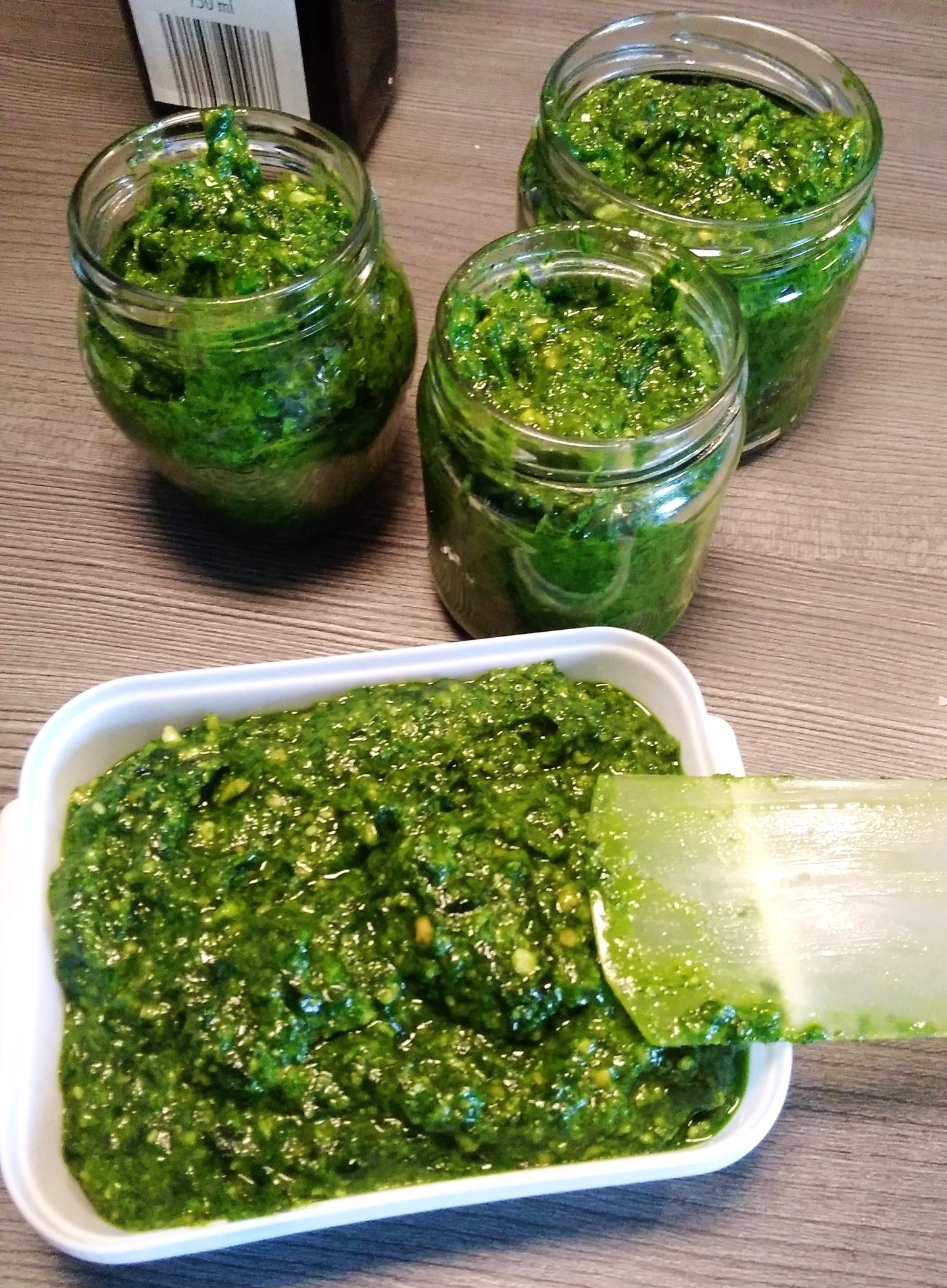
A. ursinum, zacuscă

## Compoziție chimică
În stare proaspătă, frunzele conțin aproximativ 0,005% aliină, în timp ce în cele uscate s-a determinat un conținut de 0,07%, mai departe aproximativ 0,007 % ulei volatil constituit din derivați sulfurați care se formează în urma antrenării cu vapori de apă din precursori de tip aliină. Compoziția chimică este foarte asemănătoare cu cea a produsului Allii sativi bulbus. Frunzele speciei mai conțin derivați flavonici și cantități reduse din prostaglandinele A, B și F. 

## Habitat
Usturoiul sălbatic este distribuit în aproape toată Europa, cu excepția regiunii sempervirescente mediteraneene și a (Marii Câmpii Ungare) până în Asia de Vest (Asia Mică, Caucaz). Se dezvoltă la altitudini de la nivelul mării până la 1900 de metri, astfel și la noi în țară, mai ales în pădurile din Muntenia, Transilvania și Sudul Moldovei dar și în Republica Moldova, preferând tufișurile și pădurile umede și umbroase de foioase (carpen fag, frasin, stejar), cu frunziș putrezit, așternut pe soluri afânate, bogate în humus și slab acide.

## Alimentație
Frunzele, bulbul și florile de leurdă sunt foarte gustoase, fiind folosite în prepararea salatelor, a mâncărurilor de post fierte ca legume sau cu carne, în supă, ciorbă, ca ingredient principal pentru un sos care poate fi un substitut pentru un pesto în loc de busuioc. Leurda la borcan conservată în ulei sau oțet este o modalitate delicioasă de a păstra aroma acestei plante și pentru iarnă, fiind foarte apreciată. Mai departe, ea poate fi tăiată și congelată sau uscată (pentru de exemplu un ceai). Florile au o aromă delicată și sunt potrivite pentru decorarea salatelor. Tulpinile sunt conservate prin sărare și mâncate ca o salată în Rusia. O varietate de brânză din Cornish Yarg are o crustă acoperită cu frunze de Usturoi sălbatic.

## Efecte medicinale
Leurda conține, de asemenea, carotenoizi, vitaminele A și C, vitamine din complexul B, levuloză, ulei eteric complex, săruri minerale, calciu, fier, fosfor, natriu, magneziu, cupru și proteine. 100 de grame de leurdă conțin numai 60 de calorii, reprezentând numai 3.05% din totalul de 2000 de calorii recomandat zilnic unui adult.
Leurda are efect depurativ, detoxifiant, antiseptic, antiviral, antimicrobian, rol imunomodulator, acțiune antihipertensivă, vasodilatatoare periferică, hipocolesterolemiant, antitrombotic, fluidifiant sanguin și antiplachetar sanguin, acțiune bronhodilatatoare, expectorantă și antitumorală. Sub formă de infuzie sau decoct, ea este indicată în hipertensiune, ateroscreloză, scade nivelul colesterolului, insuficiența biliară, afecțiuni ale căilor respiratorii superioare, insomnie, amețeală, depresie, gută, boli cardiace, boli gastrointestinale, dizenterie, paraziți intestinal, afecțiuni ale plămânilor, gripă sau cefalee. În uz extern, sub formă de cataplasme sau comprese, leurda ameliorează simptomele leziunilor cutanate cronice, scrofuloze, ale herpesului, furunculelor, eczemelor sau durerilor reumatice. Mai departe este eficientă împotriva fermentării intestinale, a balonărilor și a durerilor asociate. Crește pofta de mâncare, are efect colagog, favorizează eliminarea în duoden a secrețiilor biliare din veziculă și căile biliare extra-hepatice.. Cele mai importante utilizări sunt în tratarea afecțiunilor stomacale si intestinale, combaterea lipsei apetitului si a stărilor de convalescență. In general, leurda învigorează corpul, având un efect purificator.

## Cultivare
Plantele se trag din semințe care pot fi cumpărate de exemplu pe internet. În grădină, leurda are nevoie de un sol bine drenat care trebuie să fie menținut tot timpul umed, însă fără ca apa să băltească. Usturoiul ursului va forma rapid un covor verde și va fi un condiment la îndemână până la începutul verii. După ce dispare, face loc altor plante sau flori, dar, atenție: dacă se plantează alături de legume, va inhiba creșterea acestora.

## Confuzii
Allium ursinum poate fi confundat în primul rând cu două plante foarte asemănătoare, nocive și uneori letale: 
- Convallaria majalis (lăcrămioară) ce apare spre mijlocul lui aprilie, cu flori în formă de clopot fără miros de usturoi după fărâmițare, apărând concomitent cu frunzele. Acestea sunt ca și specia descrisă lat-ovale, dar pe ambele părți lucioase. Frunzele se dezvoltă pe aceeași tulpină pe care o cuprind. Nu prezintă un bulb ci o rădăcină orizontal umflată.
- Colchicum autumnale (brândușa de toamnă) a cărei frunze apar deja din martie, fiind fără miros de usturoi după fărâmițare, pe ambele părți lucioase și lunguieț-ovale. Se dezvoltă pe aceeași tulpină pe care o cuprind. Dezvoltă un bulb proeminent ca ceapa în aproximativ 20 cm adâncime. Specia înflorește de abia însă toamnă.

Mai departe, planta poate fi confundată cu exemplare tinere ale otrăvitorului Arum maculatum (rodul pământului) care apare de la începutul lui aprilie cu frunze fără miros de usturoi după fărâmițare, în formă de săgeată care prezintă reticulații orizontale, devenind repede destul de late, și un rizom bulbos sau cu inofensivul și savurosul |Allium paradoxum (ceapă ciudată, fruze alungit-apiculate cu miros de usturoi după fărâmițare care prezintă flori asemănător lăcrimioarelor.

## Specii asemănătoare în imagini

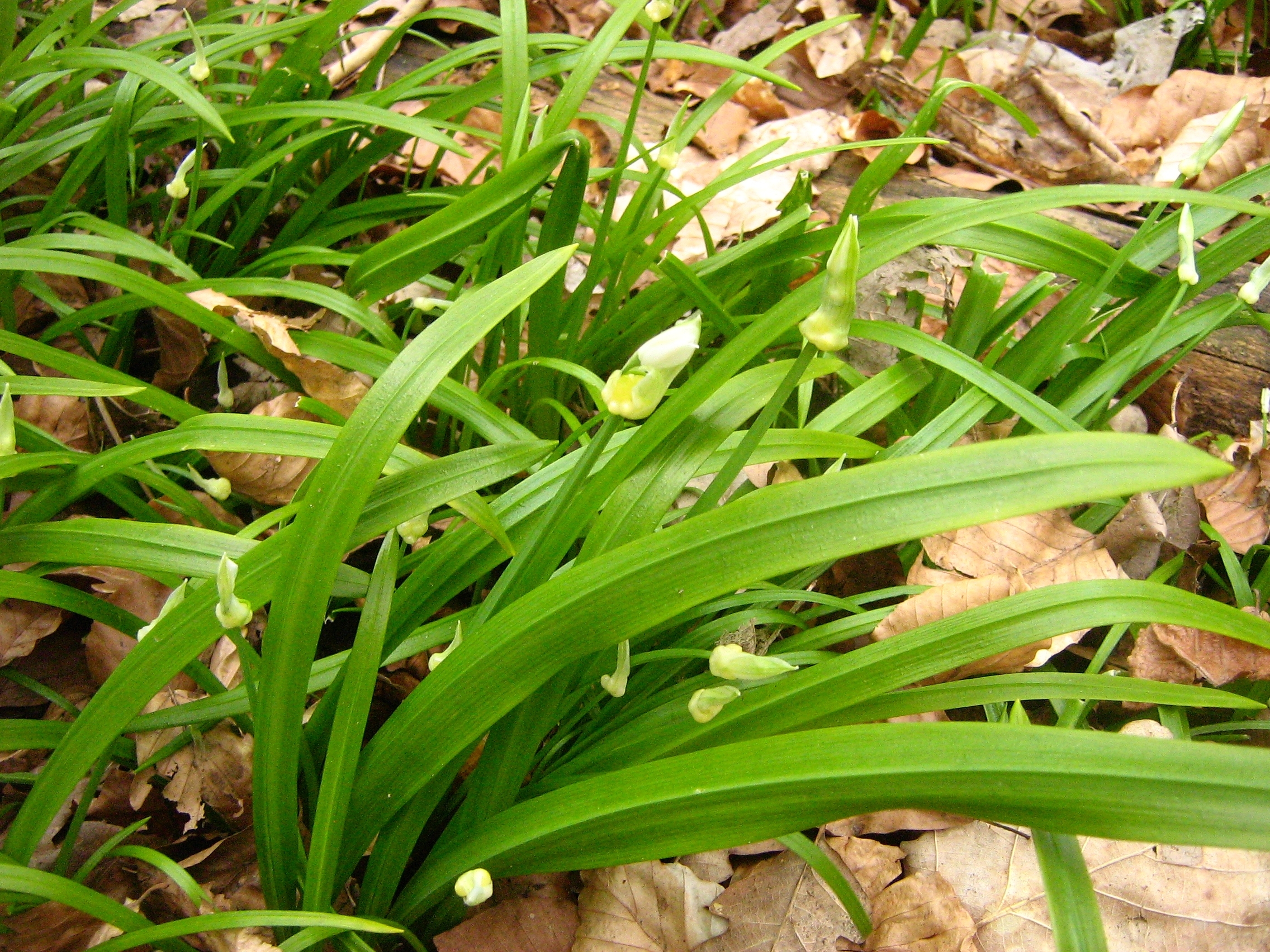
Allium paradoxum
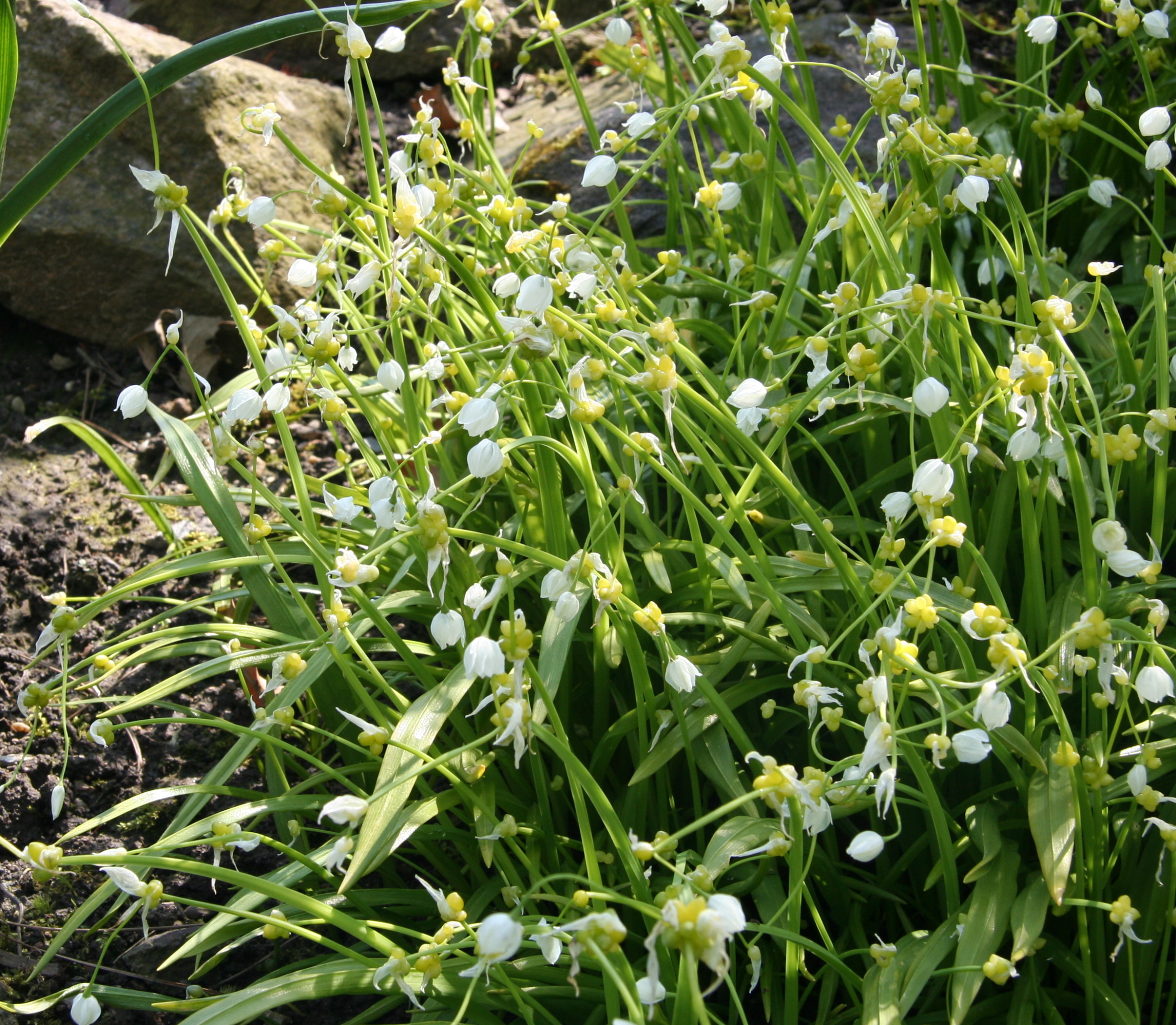
Allium paradoxum înflorit
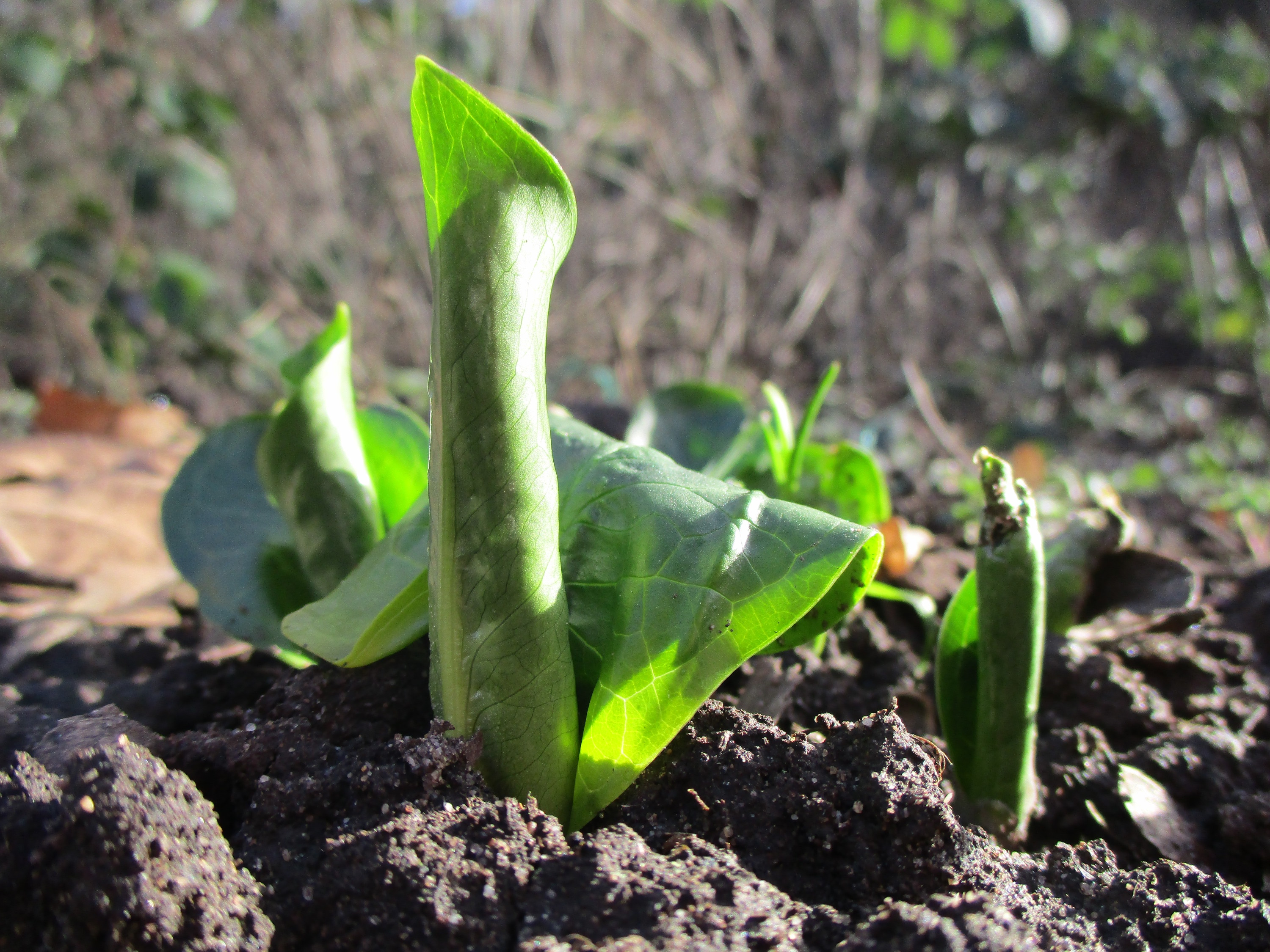
Arum maculatum
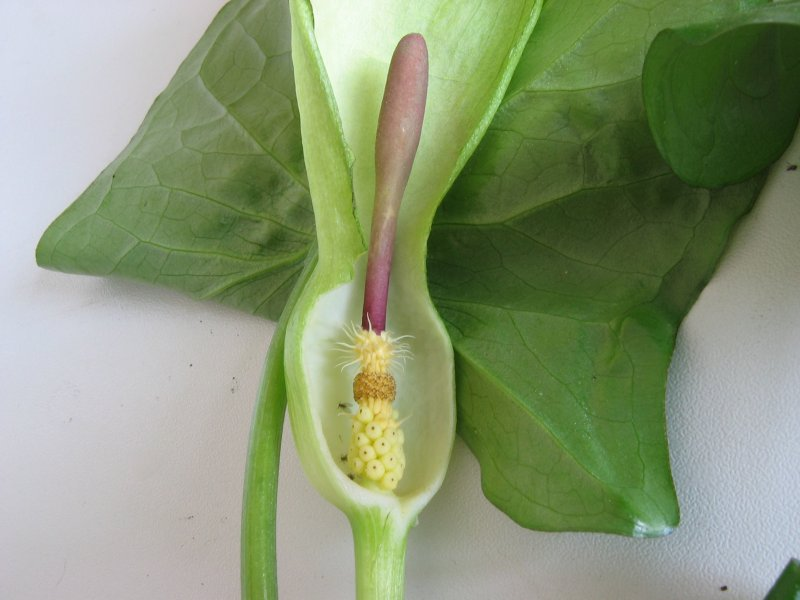
Arum maculatum înflorit
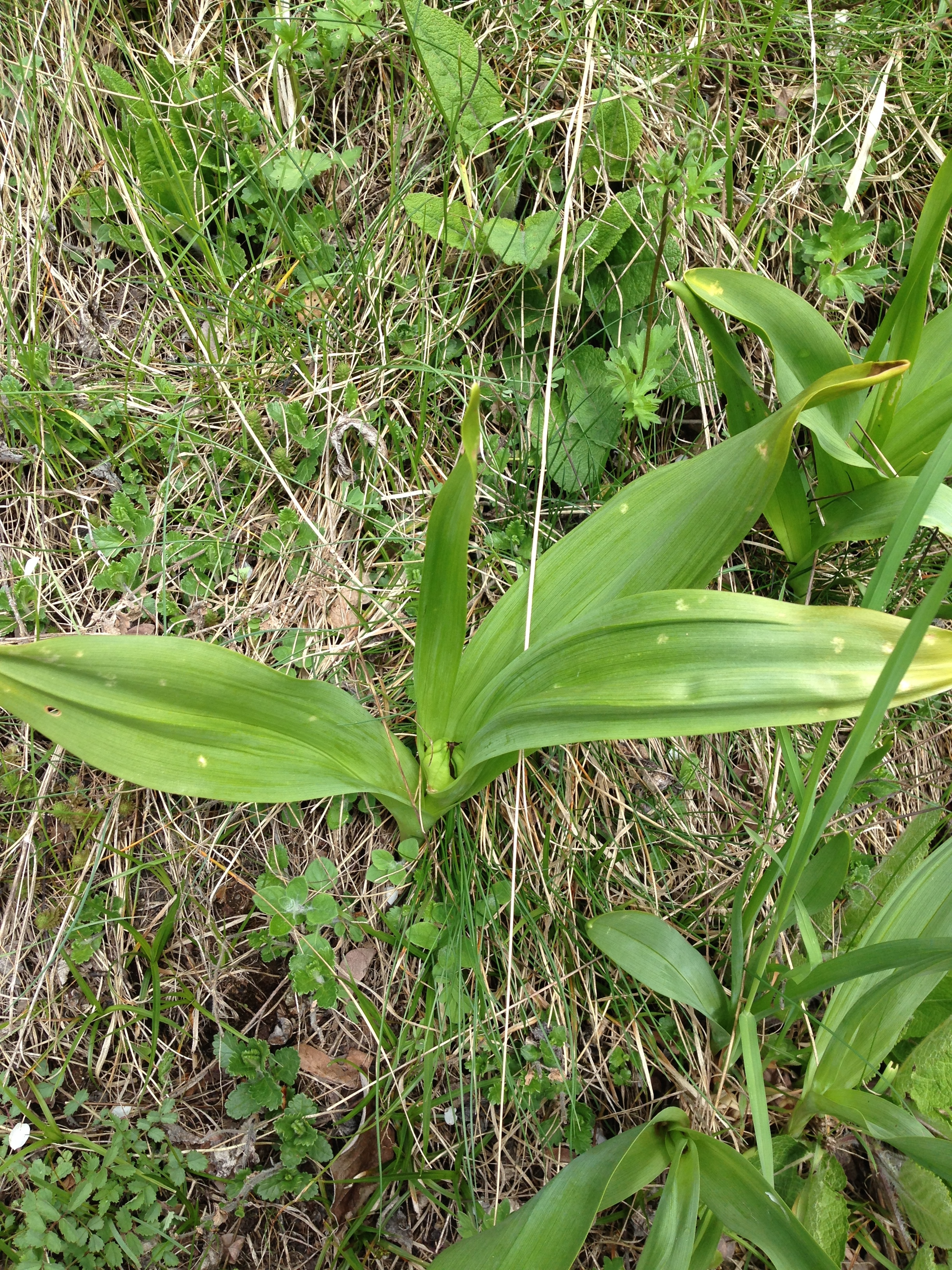
Colchicum autumnale
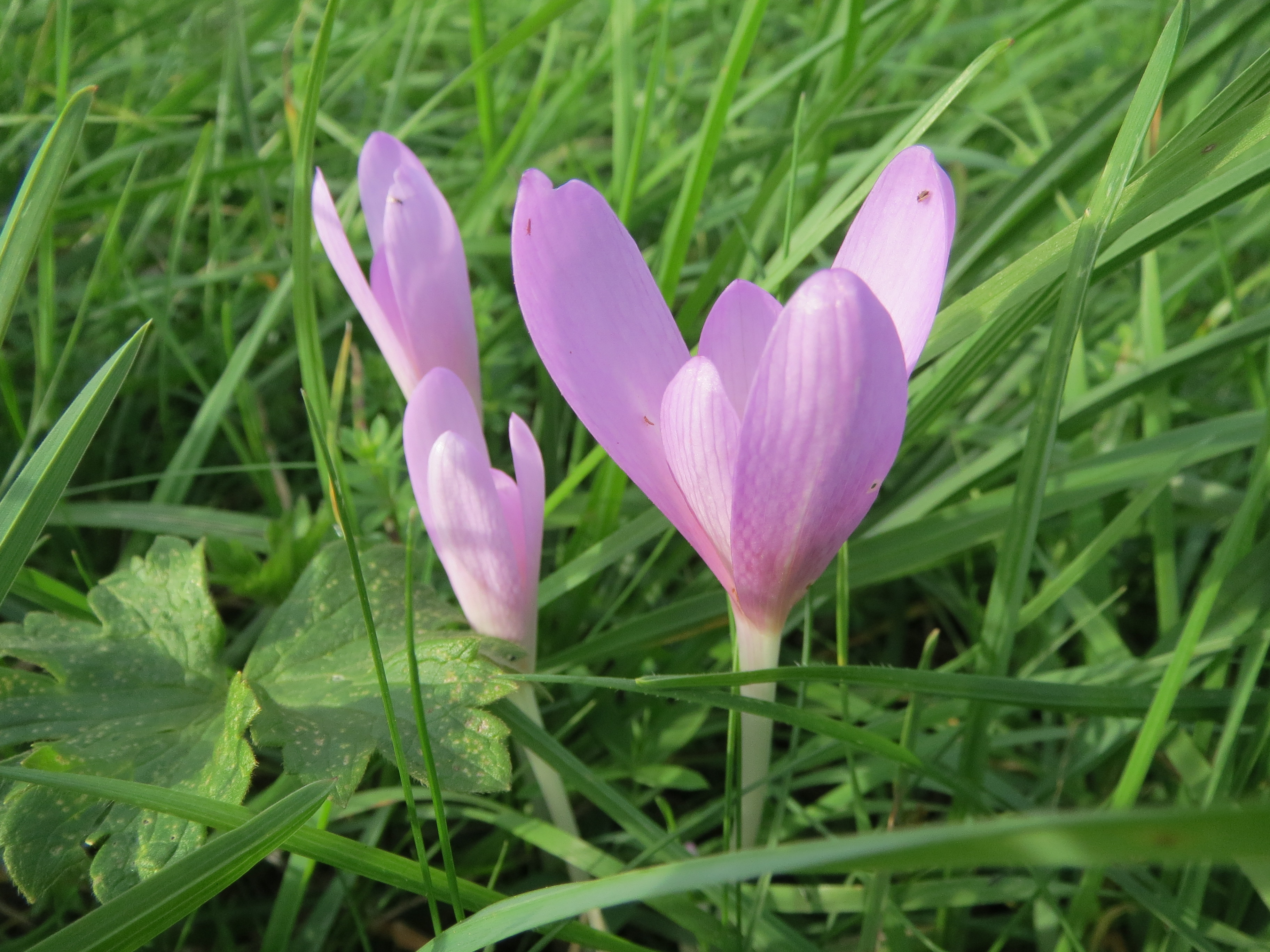
Colchicum autumnale înflorit (toamna)
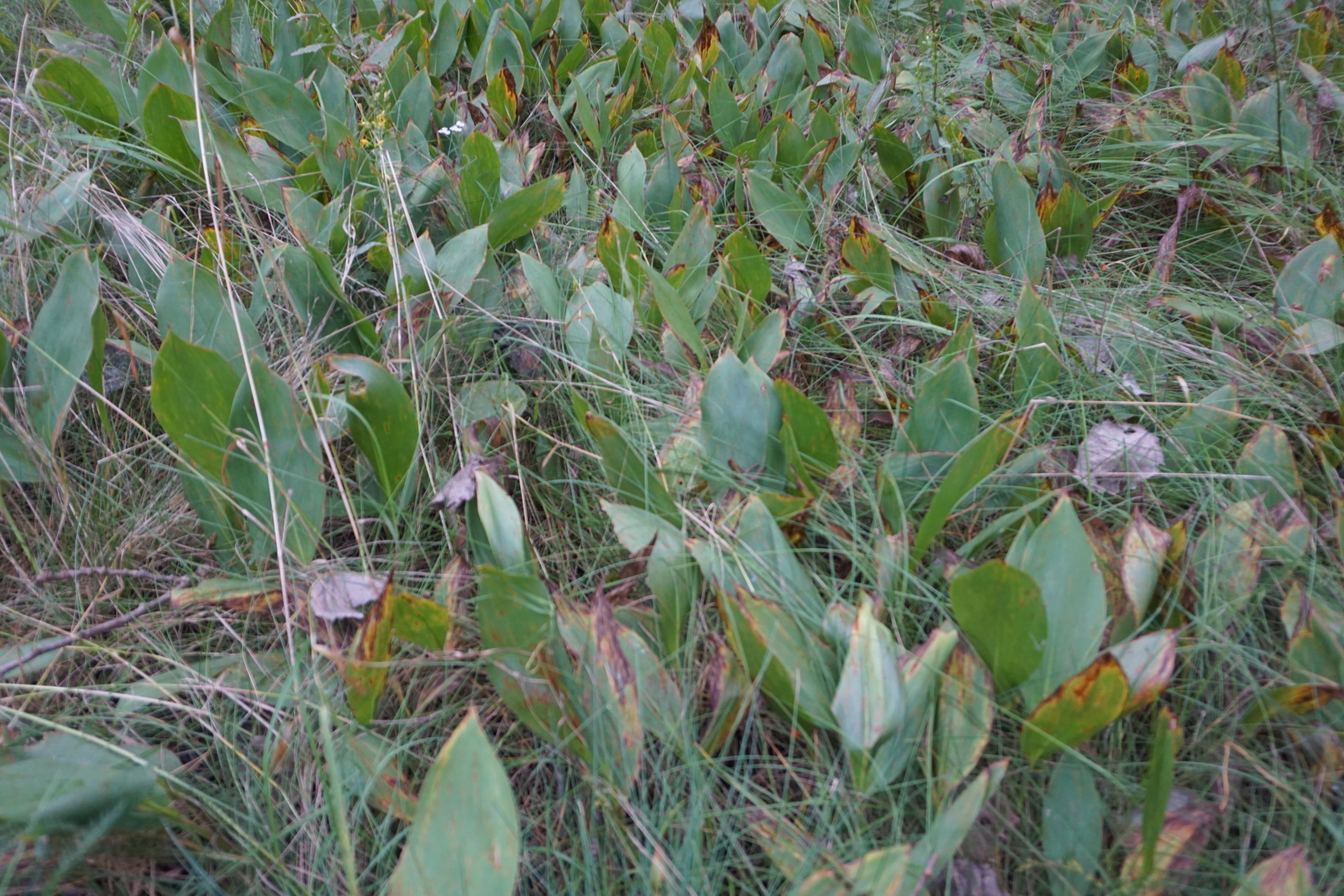
Convallaria majalis
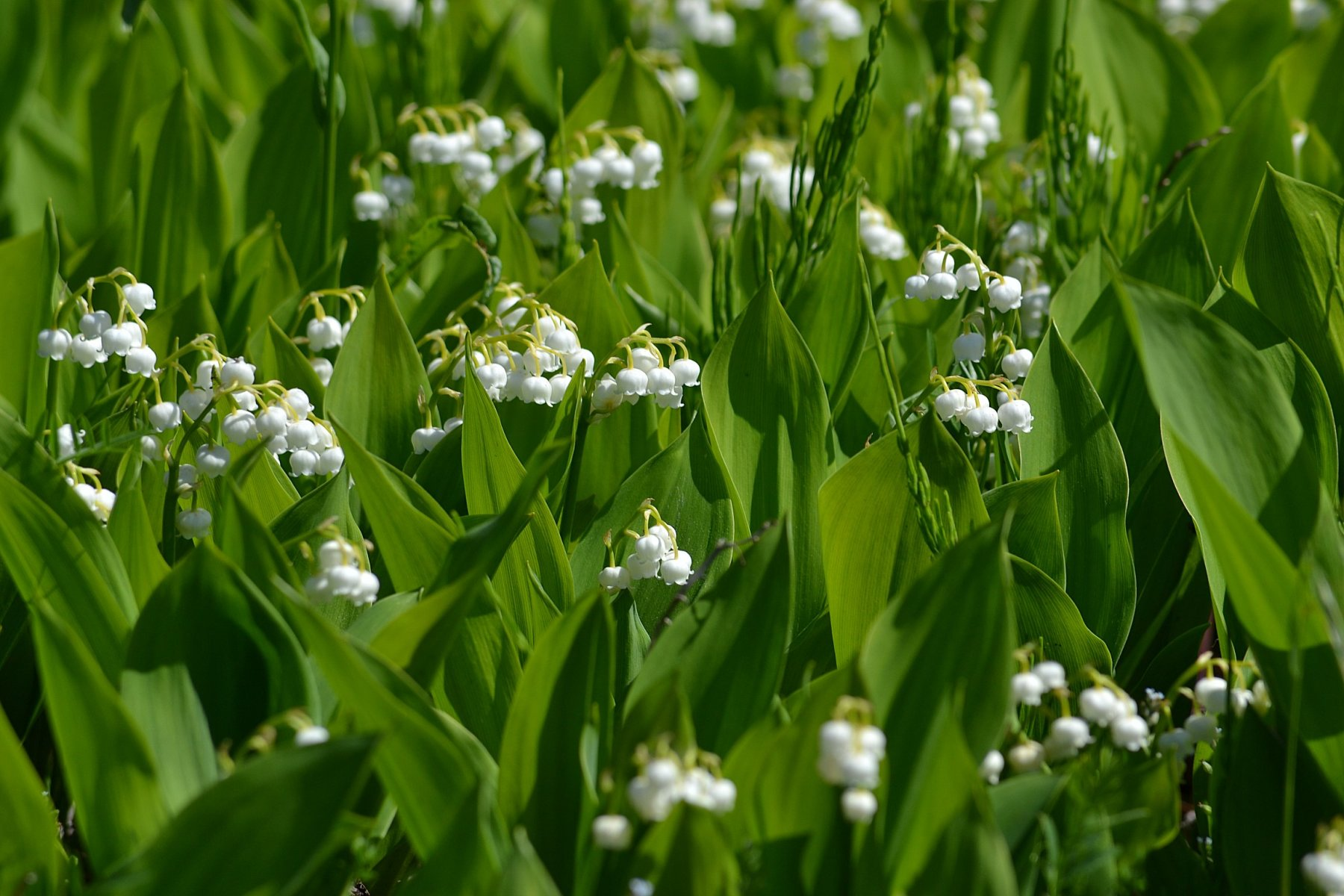
Convallaria majalis înflorit